# Татуировка глазного яблока

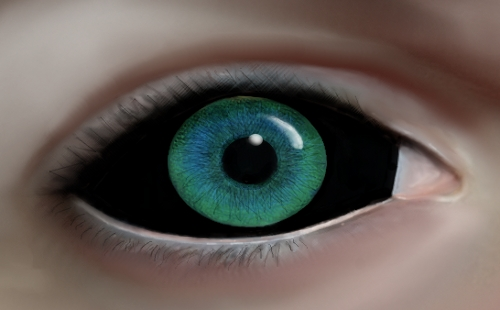
Татуировка глазного яблока

Татуировка глазного яблока — вид бодимодификации, заключающийся в введении под склеру глаза красителей.

## История
Окрашивание глаз применяли ещё в Древнем Риме и Греции для лечения или маскировки бельм. В современном понимании глаза окрашивать начали в 2007 году в Торонто.

## Способ нанесения
Перед процедурой в глаз закапывают обезболивающие капли (необязательно). Потом мастер вводит иглу шприца под склеру и вводит краситель. Для равномерной окраски процедуру повторяют несколько раз. Красители растекаются под склерой и окрашивают белки глаз в желаемый цвет. Свести такую татуировку невозможно.

## Риски
- Развитие глаукомы, катаракты
- Аллергическая реакция
- Заражение зрачка
- Светобоязнь, повышенная слезоточивость
- Ухудшение зрения (вплоть до полной слепоты).